# HEAVY POP
HEAVY POP（ヘビーポップ）は、三軒茶屋にて開催されるファッション・アート関連のパーティーイベントである。愛称は「へびぽ」。2011年9月3日の第1回開催から継続して行われ、2014年3月現在では番外編を含め、計17回開催されている。原宿ファッション、過剰装飾、音楽、アートなど、様々なジャンルを取り上げたイベントとしている。「未成年が安心して遊びに行けるイベント」をモットーとして掲げているため、高校生の来場者も多い。イベントの来場者は100人を超える。NHK（東京カワイイ★TV）、BARKSなど、国内外から各種メディアが取材に入る。
主催は、ゴスロリバイブル等に写真を提供しているフォトグラファーで、DJとしても活動しているRay Ochiai。フライヤーの写真およびデザインは、ほぼ主催者自身が手がけている。
第1回のスペシャルゲストは雑誌『KERA!』の読者モデル・街子で、フライヤーのメインビジュアルモデルも務めた。同様に、KERA!の読者モデルである紅林大空やKAORUなども過去に出演した。RAVEMAN(オーラルヴァンパイア)、卓矢ヱンジェル、DJ千尋、その名はスペィド、Mu☆Mu、Louie（Rose Noire)、恋汐りんご(バンドじゃないもん!)、なども出演している。